# Adonis Ajeti
Adonis Ajeti (* 26. Februar 1997 in Basel) ist ein Schweizer Fussballspieler, der zusätzlich sowohl die albanische als auch die kosovarische Staatsbürgerschaft besitzt. Er stand ab Sommer 2017 beim FC St. Gallen unter Vertrag, war jedoch für die Saison 2018/19 an den FC Chiasso ausgeliehen.

## Karriere

### Verein

#### Jugend
Adonis und sein Zwillingsbruder Albian begannen ihre Karriere im Fussball 2005 als Junioren beim FC Basel. Im selben Jahr wechselte auch ihr älterer Bruder Arlind vom FC Concordia Basel zum FC Basel.  In den Spielzeiten 2011/12 und 2012/13 spielte Adonis in der U-16-Mannschaft, die damals zu den stärksten U-16-Mannschaften Europas zählte, und wurde zweimal Schweizer Meister. Am 30. April 2013 erhielten die Zwillingsbrüder vom FC Basel ihren ersten Profivertrag. Zuvor hatten sie eine Anfrage des spanischen Spitzenklubs FC Barcelona für dessen U-16-Mannschaft abgelehnt. Zur Saison 2013/14 stieg er in die U-21-Mannschaft des FC Basel auf.

#### Basel
Sein Debüt für die erste Mannschaft des FC Basel gab Ajeti am 10. Dezember 2015 beim 1:0-Auswärtssieg gegen Lech Posen in der UEFA Europa League 2015/16.

#### Wil
Im Februar 2016 wechselte er zum Zweitligisten FC Wil 1900, bei dem er einen bis Juni 2020 gültigen Vertrag unterschrieb.

### Nationalmannschaft
Ajeti durchlief die Juniorenauswahlmannschaften U-15 und U-16 der Schweiz. Sein Debüt für die Schweizer U-17 war am 21. August 2013 bei der 0:1-Niederlage gegen die österreichische U-17. Für die Schweizer U-18 gab Ajeti am 26. März 2015 sein Debüt gegen die englische U-19 als linker Innenverteidiger. Das Spiel endete mit einer 0:1-Niederlage.